# Fasci d’Azione Rivoluzionaria
Fasci d’Azione Rivoluzionaria – ultranacjonalistyczna, protofaszystowska i neosyndykalistyczna włoska organizacja polityczna działająca od stycznia 1915. Jej założycielem był Benito Mussolini. W marcu 1919 w miejsce ugrupowania powstały Związki Kombatanckie. Początki ruchu wiązały się z zerwaniem przez Mussoliniego z socjalizmem i zwrotem w kierunku prawicy. Ówczesne poglądy założyciela Fasci d’Azione Rivoluzionaria były nacjonalistyczne, rewolucyjne i socjalne. Wśród pierwszych działaczy faszystowskich byli m.in. dotychczasowi syndykaliści (odtąd neosyndykaliści i narodowi syndykaliści), prowojenni socjaliści oraz nacjonaliści. Popierano uczestnictwo Włoch w I wojnie światowej i dążono do ograniczenia wpływów parlamentu.
Doktryna faszystowska okrzepła za czasów Związków Kombatanckich, gdy porzucono postulaty radykalne społecznie (budzące skojarzenia z socjalizmem), zbliżając się w stronę tradycyjnej prawicy (jako część bloku Giovanniego Giolittiego).